# 北原秋一
北原 秋一（きたはら しゅういち、1949年9月23日 - ）は、日本の経済学者。国立大学法人琉球大学監事、沖縄キリスト教学院大学人文学部特任教授、株式会社おきぎん経済研究所代表取締役社長、株式会社沖縄銀行執行役員、通商産業省課長補佐、経済企画庁専門調査員等を歴任。専門は経済学・経営学・統計学。長野県南木曽町出身。

## 取得学位等
- 統計官 総務省統計研修所本科修了 人事院特昇対象者（1974年）
- 人事院 行政研修・別科コース 修了（1980年）
- 経済学士 東京経済大学経済学部経済学科（1982年）
- 修士（経営学） 筑波大学大学院経営・政策科学研究科（1995年）
- IRCA（ISO品質マネジメントシステム）審査員（2010年）

## 講義科目歴
- 経済分析、産業連関分析、統計解析（通商産業省研修所）
- 産業連関分析入門、SNA 国民経済計算体系（総務省統計研修所）
- 経済統計Ⅰ・Ⅱ（沖縄国際大学）
- 応用統計学Ⅰ・Ⅱ（琉球大学）
- 政策マン育成セミナー（沖縄県自治研修所）
- 管理者研修（内閣府沖縄総合事務局）
- 国際経済、沖縄県の経済産業（浦添市てだこ市民大学）
- 経済学、国際経済学、経済情報論、沖縄経済論、ビジネス実務概論Ⅰ・Ⅱ（沖縄キリスト教学院大学）
- プレゼンテーション、キャリアガイダンス、インターンシップ、自主研究（沖縄キリスト教学院大学）
- 地域経済と金融（立命館アジア太平洋大学）
- 特別講義「大学で何を学ぶのか」（琉球大学：監事として）
- 先人達の知恵を新陽明学等から学ぶ 1部-6部、グスクから経済の見方を学ぶ（桜坂市民大学）
- 沖縄経済論、卒業研究（放送大学沖縄学習センター）
- 地域ふれあいセミナー「シリーズ・知恵のカー（井戸）」（沖縄市海邦町自治会）

## 監査業務歴
- ISO9001（品質マネージメントシステム:経営）審査員・審査員補 2008年 - 2012年
- 国立大学法人琉球大学監事（監査業務構築・実査） 2014年 - 2015年
- 沖縄県生活協同組合連合会監事（監査業務構築・実査） 2016年 - 2017年
- 琉球大学生活協同組合特定監事（監査業務構築・実査） 2016年 - 2019年
- 那覇市・ライオンズマンション壺屋管理組合監事（監査業務構築・実査） 2019年 - 2025年

## 研究分野
- 見識（新陽明学等）が身につく市民大学、公民館教育のあり方
- 新思考の監査業務の在り方
- 実践マネージメント・マーケティング思考
- 新機軸の国公立大学教育のあり方
- 実学志向での人財育成、宗教と教育
- 城郭史と文化と経済

## 研究職歴
- 1982年 - 1984年経済企画庁経済研究所専門調査員（SNA基準改定業務等）
- 1994年 - 1997年（財）流通システム開発センター　国際価格構造研究所次長兼研究部長
- 2000年 - 2004年（株）沖縄銀行執行役員・調査マーケティング室長
- 2004年 - 2008年（株）おきぎん経済研究所代表取締役社長
- 2008年 - 2009年立命館アジア太平洋大学グローバルビジネスリーダー育成プログラム開発委員
- 2010年 - 2013年沖縄キリスト教学院大学人文学部英語コミュニケーション学科特任教授

## 研究活動等

### 共著本
- 山下正毅 横浜国立大学教授編著『国民経済計算の展開』第3章,第6章  同文館 1993年
- 白川一郎 立命館大学教授編著『内外価格差とデフレ経済』第3章 通産調査会1998年
- 中条潮 慶応義塾大学教授編著『公共料金2000』第2章 通産調査会 2000年
- 西ヶ谷恭弘編・日本城郭史学会編集協力『国別城郭・陣屋・要害台場辞典』琉球担当 東京堂出版 2002年

### 単著
- 北原秋一『琉球城紀行』三浦クリエイテイブ・沖縄共販 2003年

### 編著本
- 北原秋一編著『沖縄けいざい風水』おきぎん経済研究所編　琉球新報社 2006年
- 北原秋一他編著『沖縄銀行50年史』沖縄銀行 2007年

### 主な論文
- 「国際産業連関表の作成と利用（Ⅲ）第9章工業統計調査体系と新SNA」アジア国際産業連関シリーズNO22　アジア経済研究所 1991年
- 「国際産業連関表の作成と利用（Ⅳ）第5章SNA改定と統計調査（生産勘定への制度部門適用と企業ベース統計調査）」アジア国際産業連関シリーズNO33　アジア経済研究所 1992年
- 「消費者向けサービスの内外価格差の実態」流通とシステム（第85号）（財）流通システム開発センター 1995年
- 菊池純一青山学院大学教授等共著「簡便I-O表推計による日本経済」産業連関第6巻4号　環太平洋産業連関分析学会 1996年
- 「生きた統計情報提供への期待」月刊誌統計　（財）日本統計協会 1999年
- 「沖縄県の雇用 -戦略的な人財づくり- 」沖情懇NET 沖縄県情報通信懇談会 1999年
- 「21世紀の沖縄情報産業を担う女性」経理情報　中央経済社 2000年
- 「沖縄における既存商店街の活性化（提言）」おきぎん調査月報 沖縄銀行 2000年
- 「21世紀を担う地場産品（泡盛）」おきぎん調査月報 沖縄銀行 2000年
- 「21世紀時代の地域卸」おきぎん調査月報 沖縄銀行 2001年
- 「3つの世界を駆け抜ける老舗企業」九経調レポート　九州経済調査会 2001年
- 「環境レポート」　おきぎん調査月報　沖縄銀行 2002年
- 「産業連関分析視点による土産品に関する考察」　環太平洋産業連関分析学会第13回大会論文集 2002年
- 「雇用関連統計から視る新たな雇用戦略」経済統計研究　経済産業統計協会 2004年

### 主な雑誌など
- 「メンズヴィオーエックス第4号『特集2 沖縄で暮らす大和人』」　小学館　1999年12月
- 「OKINAWA STYLE MAGAZINE うるま『琉球城紀行』」　三浦クリエイテイブ　2001年9月 - 2002年12月
- 「城郭だより第36号『琉球の城 1.沖縄随一の名城 勝連城』」　日本城郭史学会　2002年1月
- 「『歴史街道スペシャル』名城を歩く14 首里城 第3部 琉球の名城を探訪する」 PHP研究所 2004年2月
- 「沖縄移住計画（沖縄中心部で暮らす）」　学習研究社　2004年7月
- 「月刊自治フォーラム vol.558『研修アラカルト 政策マン育成セミナー』」　自治研修協会　2006年3月
- 「EXE『次世代に伝える（人財）沖縄の城が語りかけること』」　株式会社システムソフトCATCHUP事業部　2007年2月
- 「寸談余話 産・官・学の分野で得た経験生かし沖縄の人材育てる」 NO.1030  財界九州　2010年7月
- 「沖縄誰にも書かれたくなかった戦後史（下）」p.51　集英社文庫　2011年7月
- 「未来経済都市 沖縄」p.206　日本経済新聞出版社　2018年11月
- 「開設30周年記念誌」p.23 p.51　放送大学沖縄学習センター　2021年1月
- 「城郭史研究第40号」p.145 日本城郭史学会　2021年12月

### エッセイ
- 「仕事の余白」「なるほど沖縄経済」「選択の道しるべ」「紙面批評（新報を読んで）」琉球新報朝刊
- 「経済気流」「オフィスの窓から」「名言深聞」「書評 幻想の島 沖縄」沖縄タイムス朝刊
- 「建設論壇：沖縄建設業の夢視点」沖縄建設新聞
- 「目線を同じに」沖縄広告協会報
- 「巻頭言（型から形）」:ニュースレターNIAC（財）南西地域産業活性化センター
- 「ふるさと再考」「ふるさと再発見」長野県南木曽町蘭振興会 ふるさと通信

## 所属学会歴等
- 国民経済計算研究会
- 日本城郭史学会
- 沖縄民芸協会
- 環太平洋産業連関学会
- 日本統計学会
- 首里城下にチョウを翔ばそう会
- 沖縄県ペタンク協会

## 主な社会貢献活動
- 1974年 - 1978年ボーイスカウト・リーダー（東京都新宿地区・カブスカウト）
- 1988年 - 1990年千葉県東金市日吉台東ケ丘自治会理事
- 1989年 - 1989年第1回日中経済統計研究会政府訪中団通商産業省代表　(中国・北京)
- 1999年 - 2004年沖縄県百名ビーチ・クリーン活動（チーム・カトレア代表）
- 2000年 - 2002年沖縄県経済振興開発委員会・専門委員
- 2000年 - 2002年(株)OKIDO 経営評議会委員
- 2000年 - 2008年沖縄県経営者協会アドバイザー・産業振興開発委員
- 2001年 - 2001年琉球新報社主催「マルチメディアフェア沖縄」パネリスト（マルチメディアフォーラム）
- 2001年 - 2003年沖縄県工芸産業振興審議会委員
- 2002年 - 2002年琉球大学主催「第2回法科大学院シンポジウム」パネリスト（多様性の道・個性ある法科大学院をめざして）
- 2002年 - 2004年沖縄県産業振興公社評議委員
- 2002年 - 2008年沖縄県対米請求権事業協会審査委員
- 2003年 - 2003年沖縄県美ら島ブランド創設検討委員会委員長
- 2004年 - 2004年総務省・沖縄県・全国統計協会連合会主催「第25回理論家と実務家による官庁統計シンポジウム」パネリスト（地域経済の活性化と統計の役割）
- 2004年 - 2004年沖縄県酒造組合連合会主催「古酒の日シンポジウム」パネリスト
- 2004年 - 2006年沖縄県ビジネス大賞審査委員
- 2004年 - 2006年グローバル・ベンチャースピリッツ人材育成事業審査委員長
- 2006年 - 2008年沖縄経済同友会常任幹事（観光委員会委員長）
- 2008年 - 2017年浦添市てだこ市民大学設立検討委員・講師
- 2009年 - 2009年沖縄県那覇市市議会議員選挙　後援会長
- 2009年 - 2013年那覇市壺屋ライオンズマンション壺屋管理組合理事長・監事
- 2010年 - 2014年国土交通省社会資本整備審議会道路分科会沖縄地方小委員会委員
- 2011年 - 2011年那覇市倫理法人会モーニングセミナー講演講師「国のあり方、型から形へ 求められるリーダー像」
- 2011年 - 2012年長野県蘇南高等学校講演講師「やさしい経済の見方・考え方～産業社会と人間～」
- 2011年 - 2012年沖縄県立西原高校出前講座講師「やさしい21世紀経済社会の見方・考え方」
- 2011年 - 2012年沖縄キリスト教学院大学の今後のあり方に関する検討会報告・提言（学院理事長特命事項担当）
- 2011年 - 2012年沖縄総合事務局・産業人材育成方策等検討委員会座長
- 2011年 - 2012年沖縄県万国津梁産業人材育成事業業務委託業者選定委員会委員
- 2012年 - 2012年経済産業大臣官房調査統計グループ職員研修講師「経済社会を見る視点と経済統計の役割」
- 2012年 - 2012年沖縄県建設産業ビジョン検討委員会委員
- 2012年 - 2012年（株）近代美術 新春職員講話講師
- 2012年 - 2012年瑞泉酒造株式会社 社員研修会講師
- 2012年 - 2012年沖縄NUAユーザー会新春例会「我が国経済を展望する」講師
- 2012年 - 2014年沖縄キリスト教学院大学サークル「ビジネス研究会」顧問
- 2012年 - 2014年沖縄キリスト教学院大学内勉強会「人間力アップセミナー（本学と末学）」講師
- 2015年 - 2015年国立大学法人琉球大学附属図書館企画展「北原監事おすすめの100冊の本」
- 2016年 - 2016年沖縄ハワイクリーンエネルギー協力推進事業推進委員会委員
- 2016年 - 2017年沖縄県生活協同組合連合会監事
- 2016年 - 2025年桜坂市民大学「先人達の知恵を新陽明学等から学ぶ 1部-6部」「グスクから経済の見方を学ぶ」講師
- 2018年 - 2018年長野県南木曽町職員研修講師「公務の意味・先人達の知恵」
- 2019年 - 2019年長野県南木曽町（よみかき交流文庫）「小学校3・4年生、保護者への読み聞かせ会」講師
- 2019年 - 2020年沖縄市海邦町自治会「地域ふれあいセミナー」講師
- 2025年 - 2026年那覇ペタンククラブ幹事